# Parvicapsula pseudobranchicola
Parvicapsula pseudobranchicola is een microscopische parasiet uit de familie Parvicapsulidae. Parvicapsula pseudobranchicola werd in 2002 beschreven door Karlsbakk, Saether, Hostlund, Fjellsoy & Nylund. 